# Le Cinquième Beatles

Le Cinquième Beatles. L'Histoire de Brian Epstein (anglais : The Fifth Beatle: The Brian Epstein Story) est une bande dessinée consacrée à Brian Epstein (1934-1967), manager des Beatles jusqu'à sa mort. Écrite par le producteur de comédies musicales Vivek J. Tiwary et dessinée par Andrew Robinson et Kyle Baker, elle est publiée en 2013 par M Press, une filiale de Dark Horse Comics. La traduction en français est parue la même année chez Dargaud.
Le 19 mai 2015, on annonce qu'un projet de film basé sur cette bande dessinée, coproduit par l'auteur et par Simon Cowell, est en préproduction.

## Prix et récompenses
- 2014 : Prix Eisner du meilleur album inspiré de la réalité